# 新乡站
新乡站，位于中华人民共和国河南省新乡市卫滨区，是京广铁路、新兖铁路、新月铁路上的火车站，由中国铁路郑州局集团新乡车务段管辖。未来郑新城际铁路、焦新城际铁路将经过车站。

## 历史
新乡站建于1904年，当时道清铁路在新乡境内设有新乡县（东关）站、游家坟站和新乡新站三个车站，1905年京汉铁路新乡站建成，设股道6条及站台1座。1939年日占当局将道清铁路新乡县站和京汉铁路新乡站合并，同时撤销游家坟站和新乡县站。1957年车站建成北运转场，1985年配合新菏铁路又建成南运转场。
车站原为郑州铁路局直属车站，2006年3月划入新乡车务段，同年路局对车站部分站台进行加高改造。2019年，站房的站名牌更换为中易隶书字体版本。

## 车站结构
新乡站站场布局为客场、北运转场、南运转场纵列，全长8.7千米。货场在北运转场东侧设有货场。其中客场及北运转场由新乡信号楼控制，南运转场由南信号楼控制。

### 客场及北运转场

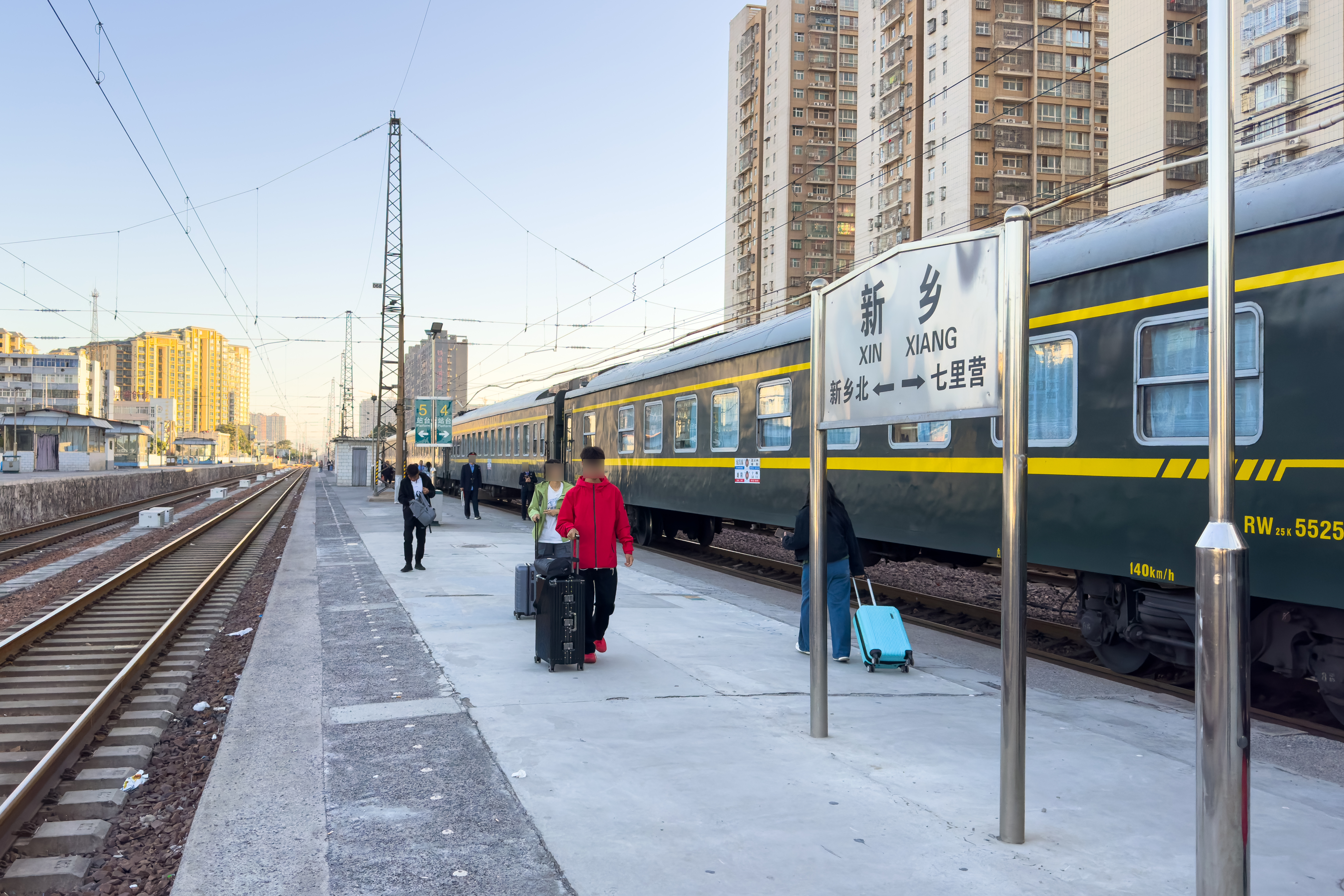
T50次列车停靠于4站台

新乡客场办理各方向旅客列车通过、始发、终到作业，站内8条到发线、2条正线及5座站台。车站目前使用的站房于1995年1月投入使用。
新乡北运转场位于客场南侧，为一级二场横列式配置：设有到发线13条、调车线12条，上下行各有简易驼峰一座，担当京广线上、下行直通货物列车的到发、无调中转作业；京广下行区段、摘挂列车的到发及解编作业及新乡货场和专用线的取送车作业。
| 西   | 到发线（12道）          | 到发线（12道） |
| 西   | 5号站台                 |                |
| 西   | 到发线（10道）          |                |
| 西   | 到发线（8道）           |                |
| 西   | 4号站台                 |                |
| 西   | 到发线（6道）           |                |
| 西   | 到发线（4道）           |                |
| 西   | 3号站台                 |                |
| 西   | 京广铁路上行正线（Ⅱ道） |                |
| 西   | 京广铁路下行正线（Ⅰ道） |                |
| 西   | 到发线（3道）           |                |
| 西   | 2号站台                 |                |
| 西   | 到发线（5道）           |                |
| 西   | 到发线（7道）           |                |
| 东   | 1号站台                 | 1号站台        |
| 站房 | 售票处、候车室、进站口  |                |

### 运转场
新乡南运转场位于北运转场南侧，为一级三场横列式配置，主要担当郑州北-月山、菏泽南-月山间直通货物列车的到发和无调中转，京广上行、新月、新菏上、下行区段和摘挂列车的到发及解编作业，新乡南、北运转场间交换车的取送作业，以及郑州、月山、菏泽方向的车流集结。南运转场被京广铁路正线外包，新月铁路在南、北运转场间出岔，新兖铁路则在南端出岔。其中下行到发场设到发线10条（包括正线2条）、上行到发场共有到发线8条（包括正线），调车场则设有16条调车线，北端设半自动化驼峰。

## 旅客列车目的地
| 列车所属路局           | 目的地                                                                   |
| ---------------------- | ------------------------------------------------------------------------ |
| 中国铁路北京局集团     | 北京西、洛陽（淡季停開）、广州、昆明、上海、石家庄、天津、峨眉           |
| 中国铁路成都局集团     | 北京西、成都西、重庆西、贵阳、攀枝花南、天津                             |
| 中国铁路广州局集团     | 北京西、張家界西                                                         |
| 中国铁路哈尔滨局集团   | 廣州東、哈爾濱西                                                         |
| 中国铁路呼和浩特局集团 | 包头、广州                                                               |
| 中国铁路昆明局集团     | 昆明                                                                     |
| 中国铁路兰州局集团     | 北京西                                                                   |
| 中国铁路南昌局集团     | 南昌                                                                     |
| 中国铁路南宁局集团     | 北京西、南寧                                                             |
| 中国铁路青藏集团       | 北京西                                                                   |
| 中国铁路沈阳局集团     | 长春、成都西、大連、广州、昆明、沈阳北                                   |
| 中国铁路太原局集团     | 连云港东、太原                                                           |
| 中国铁路武汉局集团     | 北京西、周口、宜昌東                                                     |
| 中国铁路西安局集团     | 宝鸡、北京西                                                             |
| 中国铁路郑州局集团     | 安阳、北京西、北京豐臺、杭州、洛阳、日照、商丘、上海、紅旗渠、昆山、郑州 |

## 外部連結
- 维基共享资源上的相關多媒體資源：新乡站